# Zalman

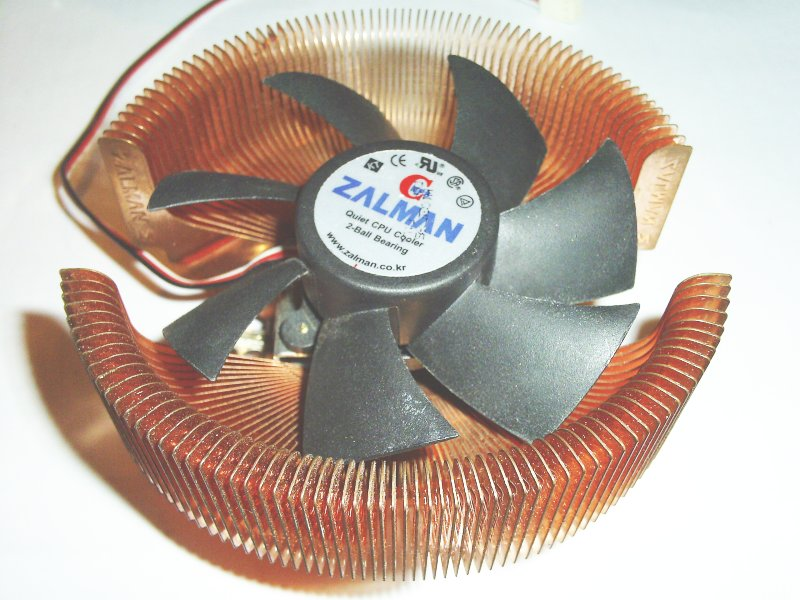
een Zalman CNPS-7000Cu processorkoeler

Zalman Tech Co. is een Zuid-Koreaanse producent van computerkasten, ventilatoren, koelvinnen, voedingen en allerlei casemodding-accessoires.
Het bedrijf werd in 1999 opgericht en is samen met Vantec, Thermaltake, Spire, Cooler Master en Arctic Cooling een belangrijke speler op het gebied van processor koelingen.

## Monitoren
Zalman is de belangrijkste producent van stereoscopisch (driedimensionale) lcd-monitoren die gebruikmaken van speciale 3D-brillen. Deze producten zorgen ervoor dat de gebruiker spellen en andere 3D-media kan afspelen met volledig 3D-stereoscopisch beeld (maar met 50% verlies in de verticale resolutie per frame omdat elke tweede lijn slechts zichtbaar is voor elk oog). De 3D-driver vereist de echte (native) verticale resolutie (en dus niet diegene waar verlies op zit).
- M190 (4:3 voor traditionele televisie)
- M215W (full HD)
- M220W (pivot display)
- M240W (full HD)
- M320W-F (full HD)
- SG100G (met speciale bril)
- SG100C